# 396 (số)
396 (ba trăm chín mươi sáu) là một số tự nhiên ngay sau 395 và ngay trước 397.